# 感情ラベリング
感情ラベリング（かんじょうらべりんぐ、英: Affect labeling）とは、暗黙の感情調節戦略のことであり、端的に「感情を言葉にすること」と表現できるものである。具体的には、通常はネガティブな感情状態を明示的にラベル付けすることで、その感情状態から生じる意識的経験、生理的反応、または行動が軽減されるという考えを指す。例えば、日記に否定的な経験について書くことで気分が改善される場合がある。感情のラベリングの他の例としては、治療者と自分の感情について話し合うこと、否定的な経験について友人に不満を言うこと、ソーシャルメディアで自分の感情を投稿すること、または状況の恐ろしい側面を認めることなどがある。
感情のラベリングは、自分の感情について話すことで気分が良くなるという単純な概念の拡張である。この考えは1世紀以上にわたって対話療法で使用されてきたが、感情のラベリングに関する正式な研究は近年になって始まったばかりである。研究者たちは、すでに感情のラベリングの感情調節効果のいくつかを定量化しており、主観的な感情的影響の減少、扁桃体の活動低下、恐怖刺激に対する皮膚電気反応の低下などが含まれる。感情調節の分野では比較的新しい技術であるため、感情のラベリングは別の感情調節技術である感情の再評価と比較されることが多く、しばしば混同される。両者の重要な違いは、再評価が直感的に感情をコントロールする戦略に「感じられる」のに対し、感情のラベリングはそうではないことが多い点である。誰かが意図的に感情を調節しようとしなくても、自分の感情にラベルを付ける行為は依然としてポジティブな効果をもたらす。
感情のラベリングはまだ研究の初期段階にあり、未知の部分が多く残されている。感情のラベリングが作用するメカニズムについていくつかの理論があるが、これらの仮説に経験的な裏付けを提供するためにはさらなる研究が必要である。さらに、ソーシャルメディアサイトで感情のラベリングが一般的である可能性を示唆する研究など、実世界の問題への感情のラベリングの応用についてもいくつかの研究がなされてきた。感情のラベリングは、恐怖や不安障害の試験的な治療法として臨床現場でも一部使用されている。それにもかかわらず、感情のラベリングに関する研究は主に実験室での研究に焦点が当てられており、実世界でのその効果を理解するためにはさらなる研究が必要である。

## 歴史
感情について話したり書き留めたりすることが有益であるという考えは、最近のものではない。人々は何世紀にもわたって日記をつけてきており、対話療法の使用は心理療法の始まりにまでさかのぼる。過去数十年にわたり、感情を言葉にすることが有益であるという考えが実験的に示されてきた。最近では、感情のラベリングの概念はこの文献から発展し、感情を声に出すことの利点の感情調節面に焦点を当てている。
近年、感情のラベリングに関する研究は、主に感情調節戦略としての適用可能性を証明することに焦点を当ててきた。その有効性の背後にある行動的および神経的メカニズムに関するいくつかの研究が存在するが、この研究分野はまだ初期の推測段階にある。

## 調節効果

### 感情体験
感情のラベリングに取り組む際、被験者は感情のラベリングなしの同一条件と比較して、主観的に感情的影響のレベルが低いと報告する。この効果は、被験者が自分自身の感情状態を評価する場合だけでなく、画像などの刺激によって表示または喚起された感情にラベルを付ける場合にも見られる。

### 自律反応
自律神経反応は、様々な感情に特徴的なものであるが、感情のラベリングを実行した後に減少する可能性がある。例えば、評価スケールで怒りのレベルを定量化すると、被験者はその後心拍数と心拍出量の減少を経験した。また、研究によれば、嫌悪刺激にラベルを付けると、将来同様の嫌悪刺激が提示された場合に皮膚電気反応が低下することが示されており、感情のラベリングが自律神経反応に長期的な効果をもたらす可能性があることを示唆している。

## 神経科学的基盤
研究によれば、感情のラベリングに取り組むと、感情的刺激を含む他のタスクと比較して、腹外側前頭前皮質（vlPFC）内の脳活動が高まり、扁桃体の活動が低下することが分かっている。さらに、脳損傷研究からの証拠もvlPFCが感情のラベリングプロセスに関与していることを示している。右腹外側前頭前皮質に損傷がある被験者は、映画全体を通して登場人物の感情状態を識別する能力が低かった。これは、感情のラベリングが行われるためにはこの領域が必要であることを示唆している。さらに、メタアナリシスによって、扁桃体は感情的刺激を含むタスクで活発であることが示されているが、被験者が刺激を単に受動的に見るよりも感情を識別しなければならない場合、活動が低いことが示されている。
これらの発見を統合する一つの理論は、感情のラベリング中に腹外側前頭前皮質が扁桃体の活動を下方制御すると提案している。この理論は、感情のラベリングタスク中にこれら二つの脳領域間で負の接続性を見出したいくつかの研究からの証拠によって支持されている。さらに、研究者たちは動的因果モデリングを使用して、具体的に腹外側前頭前皮質の活動増加が扁桃体活動の低下の原因であることを示している。

## 感情の再評価との比較
感情の再評価は、感情的刺激をその効果を減らすために新しい、通常はより否定的でない方法で再解釈する感情調節技術である。例として、誰かが悪いテストの点数を、状況の否定的な側面にこだわるのではなく、学習経験として再解釈するかもしれない。関連する感情調節戦略であるため、感情のラベリング研究はしばしば再評価に関する既存の文献から洞察を得ている。
感情のラベリングと再評価の最も顕著な違いは、感情のラベリングの有効性に対する人々の認識にある。再評価とは異なり、感情のラベリングが感情を調節する効果は直感的ではない。研究によれば、被験者は再評価が感情的な苦痛を軽減すると予想する一方で、感情のラベリングについては逆の予測をし、感情を口に出すことが実際に感情的な苦痛を「増加」させると予想している。実際には、感情反応の減少の大きさは感情のラベリングよりも再評価の方が強いことが分かっているが、両方の戦略は顕著な減少をもたらす。
感情刺激の提示後に再評価により反応する個人は、感情のラベリングからもより多くの恩恵を受ける傾向があり、同じメカニズムを通じて作用している可能性があることを示している。
再評価と感情のラベリングは、その神経的シグネチャに類似点がある。感情のラベリングと同様に、再評価は腹外側前頭前皮質で活動を生み出し、扁桃体の反応を抑制する。しかし、感情のラベリングとは対照的に、再評価は前帯状皮質、補足運動野、および背外側前頭前野でも活動を生成することが発見されている。

## 考えられるメカニズム

### 気そらし
感情のラベリングの有効性に対する一つの可能な説明は、単に感情的反応から注意をそらすことで、ラベル付けする人が完全に感情を経験するのを防いでいるということである。気そらし技術は、vlPFCでの活動増加と扁桃体での減少があり、感情のラベリングと類似した神経活動を引き起こすことが示されている。さらに、一部の明示的な気そらしパラダイムは、否定的感情の同様の減少をもたらすことが示されている。
しかし、この点に関する証拠は混在しており、性別ラベリングタスクなど、注意をそらす他のタスクは同じ減少を生み出さない。感情のラベリングの応用は、作用機序が単に気そらしではないことを示唆しているようである。暴露療法に適用された場合、感情のラベリングは気そらしより皮膚電気反応を減少させる効果がはるかに大きいことが分かった。感情のラベリングは臨床環境での長期的な利点をもたらすことも知られているが、気そらしは一般的に進歩に悪影響を与えると考えられている。

### 自己反省
感情のラベリングに対するもう一つの提案されたメカニズムは、自己反省を通じてである。感情的な内観は感情のラベリングとは異なり、感情の明示的なラベル付けを必要としない。しかし、内観に取り組むことは感情のラベリングと同様の効果がある。そのため、感情のラベリングはプロセス全体というよりも、感情的な内観プロセスの第一段階として機能する可能性がある。このメカニズムを支持する証拠は、気質的なマインドフルネスの尺度 を使用して人々の自己反省能力を定量化している。研究者たちは、気質的なマインドフルネスが高いレベルの人々が、腹外側前頭前皮質など感情のラベリングに関連する脳領域でより強い脳活性化を示すことを示すことによって、気質的なマインドフルネスを感情のラベリングに関連付けることができた。さらに、彼らは扁桃体の活動がより大きく減少することを示し、マインドフルネスが感情のラベリングの有効性を調節することを示唆し、内観が作用機序であるという考えを支持している。
残念ながら、この感情のラベリング理論は、自己に適用されない刺激に対する感情のラベリングの利点を説明するのに苦労している。例えば、実験中に提示される顔や嫌悪刺激などの外部刺激にラベルを付ける調節効果は、自己反映的なプロセスによって説明される可能性が低い。

### 不確実性の低減
人々は曖昧さを回避することが知られており、感情の複雑さはしばしば不快な感情の不確実性を生み出す可能性がある。一部の研究者は、感情のラベリングが感情の不確実性を減少させることによって作用すると考えている。これは扁桃体の活動を不確実性に結びつける神経学的証拠によって支持されている。感情のラベリングは扁桃体の活動を下方制御することが示されており、これは感情の不確実性の減少の結果である可能性がある。
この理論に反する証拠は、恐怖や不安など特徴的に不確実な感情もあれば、悲しみや怒りなど、より単純明快な感情もあるという事実である。感情のラベリングはこれらすべてのタイプの感情に対して機能することが知られているため、不確実性の低減が唯一の作用機序である可能性は低い。

### 象徴的変換
感情のラベリングに関するもう一つの理論は、ラベリングの行為が一種の情報の象徴的エンコーディングであり、刺激を言語に変換するというものである。この象徴的変換は刺激からの心理的な距離のようなものとして機能し、全体的な感情レベルの低下につながる可能性があると提案されている。感情のラベリングは特に感情にラベルを付けることを指すが、「人間」、「風景」などのオブジェクトを識別するなど、抽象的な内容ラベルを割り当てることも、多くの同じ利点をもたらすことが分かっている。これを支持する神経学的証拠もある。いくつかの研究では、被験者が非感情的カテゴリーに基づいて刺激を分類する際、感情のラベリングと同様に、腹外側前頭前皮質の活動が大きくなり、扁桃体の活動が少なくなることが分かっている。非感情的刺激へのラベル付けが感情的刺激へのラベル付けと同様の効果を持つという事実は、刺激を言語に変換するという単純な行為が効果を促進している可能性を示唆している。

## 応用

### ソーシャルメディア
Twitterなどのソーシャルメディアサイトで自分の感情について投稿する行為は、感情のラベリングの一種である。ある研究は74,487人のTwitterユーザーのツイートを感情的接触について分析し、「I feel...（感じています）」と述べたツイートとして識別された感情のラベリングのインスタンスの前後のツイートとして分類した。研究者たちは、感情のラベリングツイートに先立つツイートで感情が時間とともに感情価が増加する傾向があり、ラベリングの行為に最も近いところで最大のポジティブまたはネガティブな感情が経験されることを発見した。感情のラベリングツイートの後、以下のツイートの感情的強度は急速に低下し、感情価のベースラインレベルに戻ることが分かった。この研究の結果は、実世界の環境での感情調節戦略としての感情のラベリングの応用を支持し、ソーシャルメディアユーザーが潜在的に知らずに常に感情のラベリングに取り組んでいることを示している。

### メンタルヘルス
少数の研究が、恐怖症、不安障害、およびその他のストレス障害に対する暴露療法と併用した臨床治療としての感情のラベリングの可能性を調査し始めている。
ある研究では、聴衆の前でスピーチをする前に気持ちを表現するために事前に決められた感情語のセットから選択した公開スピーチ不安の高い被験者は、スピーチの前に対照的な形状マッチングタスクを実行した被験者よりも、心拍数などの生理学的反応によって定量化された不安の減少が大きいことが分かった。これらの結果は、感情のラベリングと暴露治療を組み合わせることが暴露単独よりも効果的であることを示唆している。注目すべきことに、感情のラベリングと対照条件では自己報告不安に差がなかった。しかし、感情のラベリングを実行した被験者では不安の特徴的な生理学的反応が減少した。
別の研究では、クモ恐怖症の個人に対して同様の結果が見られ、2日間にわたってタランチュラに暴露し、同時に彼らの感情を言語化した。再評価、気そらし、対照条件の被験者と比較して、感情のラベリングに取り組んだ被験者は他の条件よりも皮膚電気反応が低かったが、自己報告恐怖には条件間に違いはなかった。
臨床環境での感情のラベリングの価値に対する暫定的な証拠はあるが、研究者たちは、他の治療と併用して感情のラベリングを使用する価値を導き出すためには、臨床集団からの多くのさらなる研究が必要であることを認めており、安全に実践に採用する前に必要である。

## 制約と懸念
心理学研究における感情の自己報告測定の使用は、トピックに関連しない研究であっても感情のラベリングを喚起する可能性がある。これが感情研究者にとって問題となるかどうかは、まだほとんど知られていない。
感情のラベリングは多くの参加者を持つ実験室研究では効果的であるように思われるが、すべての心理的現象と同様に、個人はその経験に違いがある。感情のラベリングの有効性における個人差の理由については、さらなる研究が必要である。さらに、感情のラベリングを研究するために使用されるパラダイムは広く異なり、一部は事前に準備されたラベルを選択するよう被験者に提供し、他は被験者に自分自身のラベルを自己生成することを要求する。これらのパラダイムは結果に顕著な違いをもたらし、自己生成パラダイムは調節の長期的な遅延効果をより多く見出し、事前準備パラダイムは即時効果を見出している。これらの結果の違いに対する説明はまだ比較的未探索であるが、一部は事前準備されたラベルが実験者からの一種のサポートとして解釈される可能性があるため、一種の対人的感情調節を暗示している可能性があると疑っている。
感情のラベリングに関する実験室での発見が実世界での感情のラベリングに適用可能かどうかは、研究者が問わなければならないもう一つの問いである。実生活で人々が感情のラベリングを使用する状況は文脈が豊かであり、研究で使用される感情のラベリングの特定の操作化が結果を一般化できるかどうかを言うのは困難である。